# Billet de 1000 dollars américains
Recto
Verso
Le billet de 1 000 dollars (1 000 $) est un billet en dollars américains ayant été mis en circulation par diverses institutions financières des États-Unis. 
Bien que retirée de la circulation, la série de 1934 émise par la Federal Reserve Note a toujours cours légal. On estimait en 2009 à 165 372 le nombre de coupures encore existantes dans le monde.
Ce billet n'a plus été imprimé depuis 1946 et a été retiré de la circulation le 14 juillet 1969.

## Séries
Il existe principalement 7 séries, comportant de nombreuses variantes :
- série 1862-1863, avec Robert Morris au recto (5 exemplaires connus) ;
- série 1879-1880, United States Note, noir rouge et vert, recto représentant Christophe Colomb et DeWitt Clinton ;
- série 1878-1891, Silver Certificate, avec William L. Marcy au recto ;
- série 1890, Treasury Note, avec George Meade au recto ;
- série 1870-1922, Gold certificate, gris et orange, avec Alexander Hamilton au recto ;
- série 1918, Federal Reserve Note, gris et vert, Alexander Hamilton et sceau bleu au recto ;
- série 1928-1934, Federal Reserve Note, gris et vert, avec Grover Cleveland au recto.